# Maximilian Grill
Maximilian Johannes Grill (Monaco di Baviera, 20 settembre 1976) è un attore tedesco.

## Carriera
All'età di 17 anni, Maximilian Grill è stato scritturato in un gruppo teatrale scolastico per il cast della soap opera "So ist das Leben! Wagenfeld". Si "forma" come attore frequentando, tra il 1998 e il 2002, l'Università della musica e del teatro di Lipsia. Inoltre, proprio nel 1998, riceve il premio Rising Talent Movie Award, come nuova proposta nel campo della recitazione. 
Attore versatile di teatro e cinema, è apparso anche in varie serie televisive tedesche.
Dal 2010 al 2014 recita al fianco di Henning Baum nella serie televisiva poliziesca Der letzte Bulle, trasmessa in Italia dal luglio 2012 col titolo Last Cop - L'ultimo sbirro, nella quale interpreta Andreas Kringge, il nuovo giovane partner lavorativo del poliziotto Mick Brisgau.
Maximilian Grill vive a Berlino ed è padre di una figlia. Ha due fratelli maggiori.

## Filmografia
- Last Cop - L'ultimo sbirro (Der letzte Bulle) – serie TV, 60 episodi (2010-2014)
- Last Cop - L'ultimo sbirro (Der Letzte Bulle), regia di Peter Thorwarth (2019)
- Dr. Nice - serie TV, 9 episodi (2023-2025)